# Lutas nos Jogos Pan-Americanos de 2019 - Livre até 62 kg feminino
A categoria até 62 kg feminino foi um dos eventos da luta livre nos Jogos Pan-Americanos de 2019. Foi disputada em 9 de agosto, no Coliseu Miguel Grau.

## Calendário
Horário local (UTC-5).
| Data        | Horário | Fase                |
| ----------- | ------- | ------------------- |
| 9 de agosto | 9:57    | Quartas de final    |
| 9 de agosto | 11:06   | Semifinal           |
| 9 de agosto | 16:27   | Disputa pelo bronze |
| 9 de agosto | 16:37   | Final               |

## Medalhistas
| Ouro   | USA Kayla Miracle                |
| Prata  | COL Jackeline Rentería           |
| Bronze | BRA Laís Nunes PUR Abnelis Yambo |

## Resultados

### Chave
|  | Quartas-de-final         | Quartas-de-final         | Quartas-de-final |  |  | Semifinais               | Semifinais               | Semifinais               |   |                     | Final               | Final | Final |
|  |                          |                          |                  |  |  |                          |                          |                          |   |                     |                     |       |       |
|  | Kayla Miracle (USA)      | Kayla Miracle (USA)      | 8F               |  |  |                          |                          |                          |   |                     |                     |       |       |
|  | Laís Nunes (BRA)         | Laís Nunes (BRA)         | 1                |  |  | Kayla Miracle (USA)      | Kayla Miracle (USA)      | 10F                      |   |                     |                     |       |       |
|  | Yaquelin Estornell (CUB) | Yaquelin Estornell (CUB) | 4                |  |  | Nathaly Grimán (VEN)     | Nathaly Grimán (VEN)     | 0                        |   |                     |                     |       |       |
|  | Nathaly Grimán (VEN)     | Nathaly Grimán (VEN)     | 8                |  |  |                          |                          |                          |   | Kayla Miracle (USA) | Kayla Miracle (USA) | 12    |       |
|  | Abnelis Yambo (PUR)      | Abnelis Yambo (PUR)      | 10               |  |  |                          | Jackeline Rentería (COL) | Jackeline Rentería (COL) | 0 |                     |                     |       |       |
|  | Jannette Mallqui (PER)   | Jannette Mallqui (PER)   | 0                |  |  | Abnelis Yambo (PUR)      | Abnelis Yambo (PUR)      | 0                        |   |                     |                     |       |       |
|  | Mayra Antes (ECU)        | Mayra Antes (ECU)        | 0                |  |  | Jackeline Rentería (COL) | Jackeline Rentería (COL) | 10                       |   |                     |                     |       |       |
|  | Jackeline Rentería (COL) | Jackeline Rentería (COL) | 3                |  |  |                          |                          |                          |   |                     |                     |       |       |
|  |                          |                          |                  |  |  |                          |                          |                          |   |                     |                     |       |       |
|  |                          |                          |                  |  |  |                          |                          |                          |   |                     |                     |       |       |

### Repescagem
|  | Primeira rodada      | Primeira rodada      | Primeira rodada |  |  | Disputa pelo bronze  | Disputa pelo bronze  | Disputa pelo bronze |
|  |                      |                      |                 |  |  |                      |                      |                     |
|  | Laís Nunes (BRA)     |                      |                 |  |  |                      |                      |                     |
|  | bye                  | bye                  |                 |  |  | Laís Nunes (BRA)     | Laís Nunes (BRA)     | 4                   |
|  | Nathaly Grimán (VEN) | Nathaly Grimán (VEN) |                 |  |  | Nathaly Grimán (VEN) | Nathaly Grimán (VEN) | 1                   |
|  | bye                  |                      |                 |  |  |                      |                      |                     |
|  |                      |                      |                 |  |  |                      |                      |                     |
|  |                      |                      |                 |  |  |                      |                      |                     |
|  |                      |                      |                 |  |  |                      |                      |                     |

|  | Primeira rodada     | Primeira rodada     | Primeira rodada |  |  | Disputa pelo bronze | Disputa pelo bronze | Disputa pelo bronze |
|  |                     |                     |                 |  |  |                     |                     |                     |
|  | Mayra Antes (ECU)   |                     |                 |  |  |                     |                     |                     |
|  | bye                 | bye                 |                 |  |  | Mayra Antes (ECU)   | Mayra Antes (ECU)   | 2                   |
|  | Abnelis Yambo (PUR) | Abnelis Yambo (PUR) |                 |  |  | Abnelis Yambo (PUR) | Abnelis Yambo (PUR) | 4F                  |
|  | bye                 |                     |                 |  |  |                     |                     |                     |
|  |                     |                     |                 |  |  |                     |                     |                     |
|  |                     |                     |                 |  |  |                     |                     |                     |
|  |                     |                     |                 |  |  |                     |                     |                     |